# Ospedaletto (Gemona del Friuli)
(Ippolito Nievo, lettera ad una amica - 1850
)
Ospedaletto (Ospedâl in friulano) è una frazione del comune italiano di Gemona del Friuli, in Friuli-Venezia Giulia.

## Geografia fisica
Situato vicino all'estremità settentrionale della pianura friulana, ad una altitudine di 208 m s.l.m., il paese si sviluppa ai piedi di dolci colline poco elevate (Monte Cumieli 571 m s.l.m.) - che sono la propaggine ovest della catena montuosa sovrastante.
Il suo territorio è delimitato dagli enormi conoidi di deiezione dei Rivoli Bianchi (a nord) e di Gemona (a sud), ad ovest dalla piana alluvionale del greto del Tagliamento e ad est dalla cresta che da inizio alla catena montuosa del Cjampon-Stol.

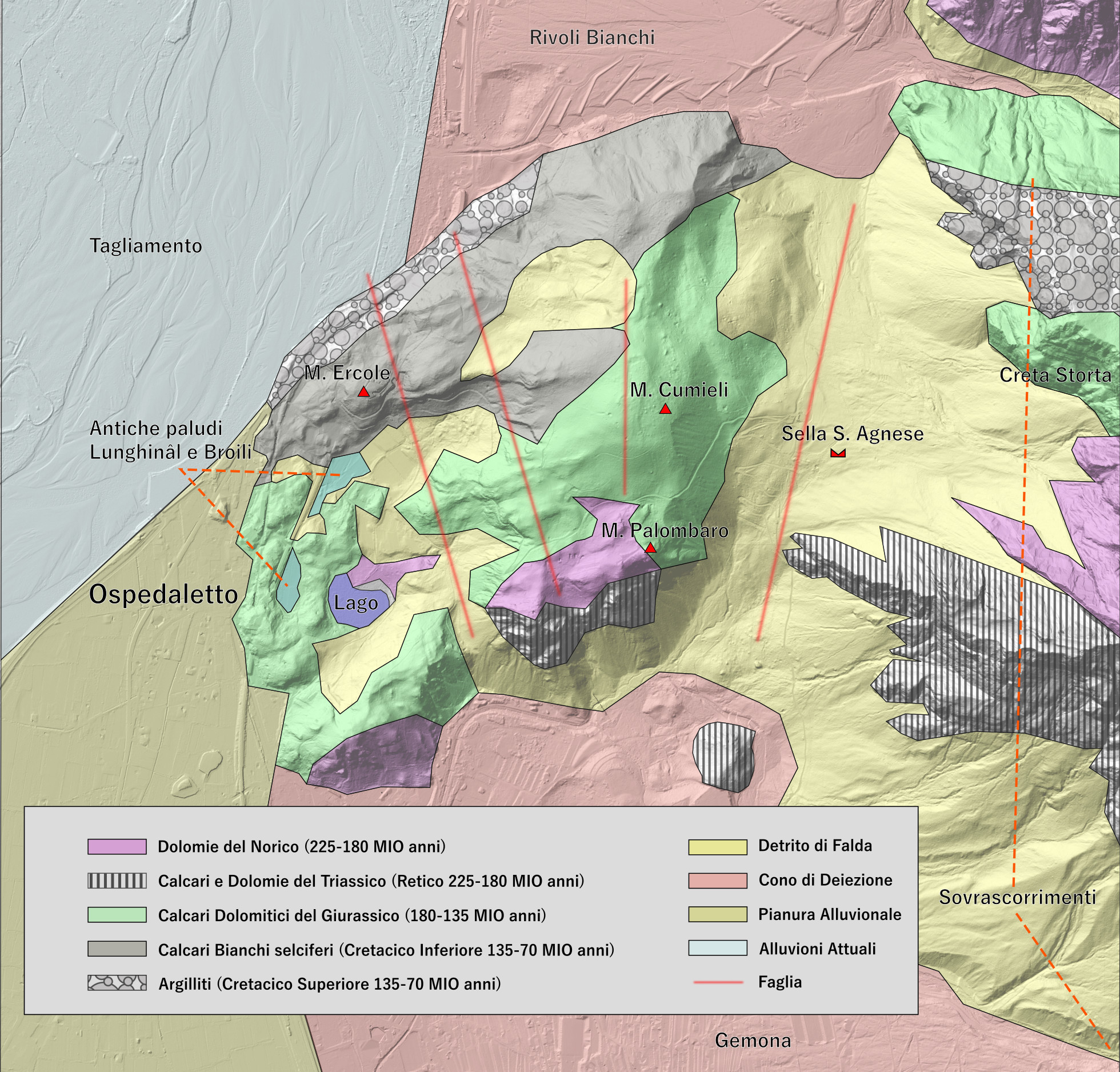
Carta Geologica di Ospedaletto

L'azione del ghiacciaio che occupava l'intera valle del Tagliamento fino al termine del periodo Würmiano, (circa 10000 anni fa) ha lasciato nella zona di Ospedaletto delle tracce molto evidenti. Dal profilo arrotondato "a dorso di cetaceo" dei piccoli rilievi che sovrastano il paese alla presenza di bacini (ora parzialmente o totalmente interrati) o di massi erratici di composizione non riconducibile alle rocce presenti nel territorio. Si calcola che lo spessore di ghiaccio sopra l’attuale quota del paese potesse arrivare a 900 metri. Questa enorme massa ed il suo seguente scioglimento hanno provocato una evidente modellazione del territorio.
Geologicamente, la zona presenta delle caratteristiche molto interessanti, trovandosi in prossimità del cosiddetto Sovrascorrimento Periadriatico, l'evento geologico ritenuto responsabile dell'elevata sismicità della zona.

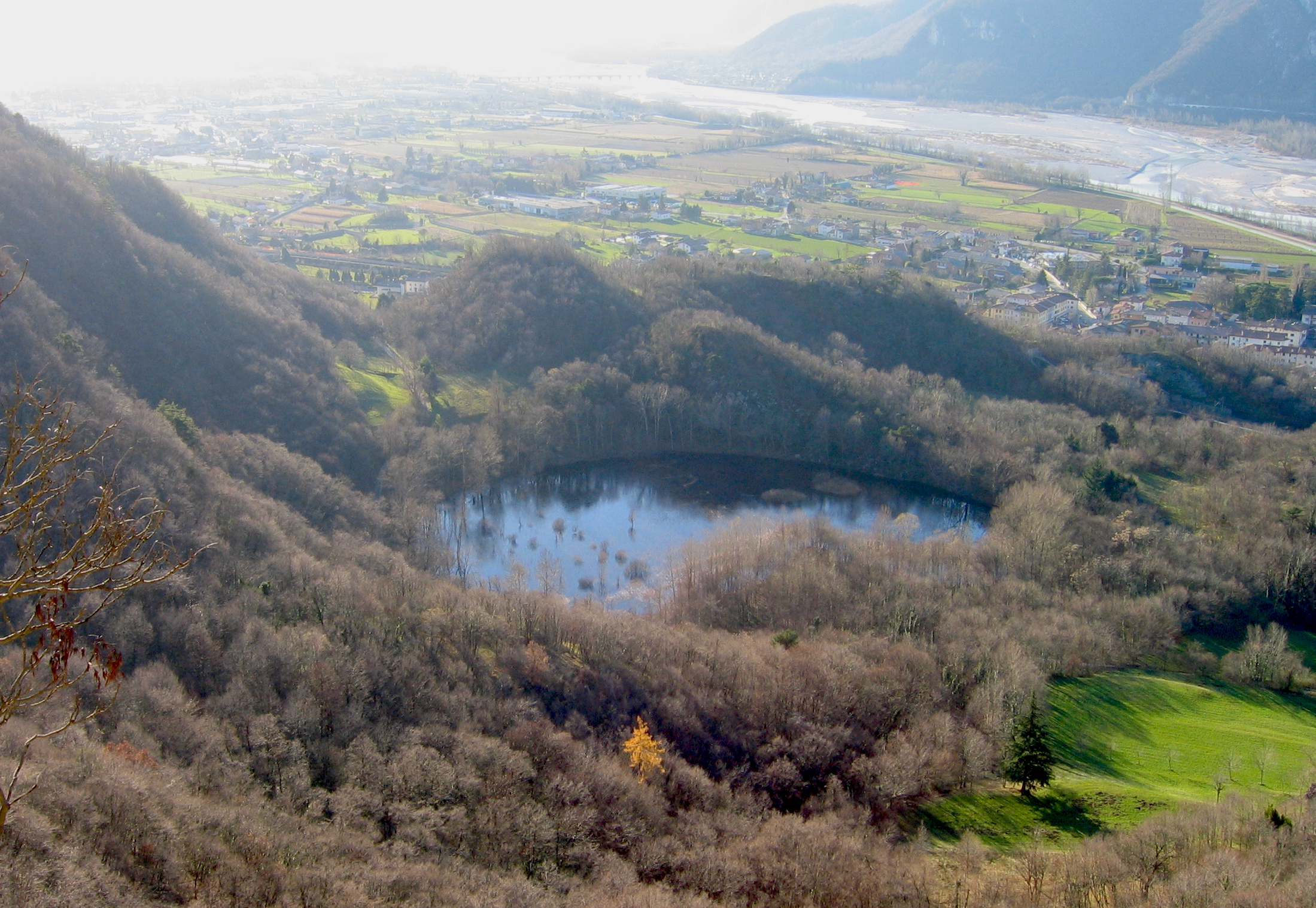
Ospedaletto con il suo lago

Sulle alture circostanti, in molti punti è possibile osservare la complessa giacitura degli strati e la loro deformazione causata dalle enormi spinte tettoniche.
L'ampia conca risultante dall'azione erosiva del ghiacciaio ospita l'unico bacino naturale delle Prealpi Giulie: Il lago di Ospedaletto (detto anche Lago Minisini).
La presenza dell’acqua e la posizione relativamente riparata dalle correnti provenienti dal nord, ha permesso lo sviluppo di una complessità biologica unica che, sommata alla particolarità degli ambienti di prateria magra dei Rivoli Bianchi, è di notevole valenza nonostante la vicinanza alle attività antropiche. Tale contesto ambientale è riconosciuto e protetto in ambito Europeo in qualità di Zona speciale di conservazione (Sito Natura 2000 IT3320013 Lago Minisini e Rivoli Bianchi).

## Storia

### Periodo preistorico
Esistono diverse testimonianze che fanno ipotizzare l'insediamento umano nell’area in epoca preistorica. In località detta Colle Burlùs (nelle vicinanze del priorato di Santo Spirito) le ricerche dello studioso Mario Sella degli anni 1970-1972 hanno permesso di riportare alla luce alcuni utensili in pietra levigata, riferibili al periodo neolitico (5000-2000 a.C.)
L’ipotesi più accreditata è che il passaggio preferenziale lungo la valle del Tagliamento, attraversasse, poco più a nord, la sella di Sant'Agnese e questo dev’essere stato, secondo lo storico Liruti, il tragitto percorso dalle popolazioni paleovenete in migrazione da oltralpe, come dei i gruppi di Celti chiamati Galli dai romani che qui transitarono intorno al 500 a.C. o i Carni che li seguirono nel III sec. a.C.
Tuttavia i ritrovamenti di cui sopra lasciano supporre che uno stanziamento nei dintorni del lago di Ospedaletto sia esistito in epoca preromana.
Altra possibile evidenza di insediamento è stata individuata sulla sommità del monte Cumieli, sovrastante l’attuale abitato.
In questo punto strategico per la visuale, i resti di una muratura a secco di massi rozzamente squadrati, molto possente ed estesa (fino a 2 metri di spessore, 700 metri di lunghezza) sono stati ricondotti all'esistenza di un castelliere dell'età dei metalli (1300 - 1100 a.C.). Attualmente non sono disponibili altri reperti archeologici che ne comprovino la datazione e lo stato di conservazione dei pochi metri ancora visibili è molto deteriorato. Per la sua struttura e le tecniche costruttive potrebbe essere assimilato ai manufatti analoghi, non rari nella regione.

### Epoca romana
L'espansione romana nella regione partendo da Aquileia, fondata nel 185 a.C. e la necessità di collegare le colonie più a nord come Julium Carnicum, l'attuale Zuglio ed il Norico, comportarono l'esigenza di vie di comunicazione più comode e sicure.
L'antico sentiero di epoca preistorica che si inerpicava sui colli, dapprima fu trasformato in carreggiata, in seguito, sotto l'imperatore Augusto tale percorso subì un nuovo rifacimento per renderlo più agevole con la deviazione verso nord per mantenersi sul fondovalle, passando per l'abitato di Ospedaletto lungo la via Julium Carnicum, già via Regola OpenStreetMap

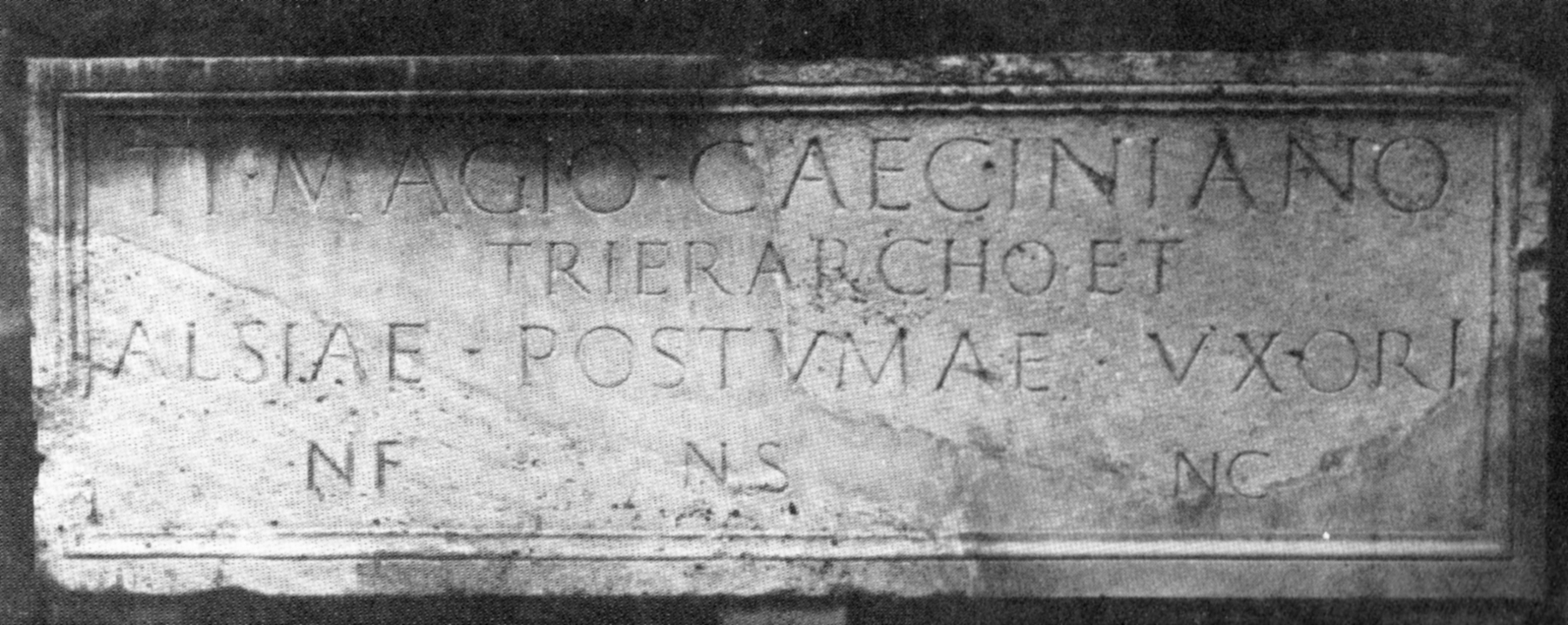
Sarcofago di Tiberio Magio Caeciniano rinvenuto ad Ospedaletto

La strada, conosciuta convenzionalmente con il nome di Iulia Augusta, poco più a nord in località Rivoli Bianchi si biforcava in due rami: uno in direzione del passo di Monte Croce Carnico e uno verso Tolmezzo e Zuglio. Da quest'ultimo ramo inoltre si staccava la via per la Sella di Camporosso, accesso preferenziale alla Valle del Gail per i carri. Resti della pavimentazione di questa importante strada erano ancora visibili oltre l'abitato fino alla fine dell'Ottocento con il nome locale di Strade das Slavaris
In questa posizione strategica all'estremo limite della pianura friulana, il probabile insediamento esistente divenne così Postazione di controllo (statio) o di posta (mansio).
La ricchezza di ritrovamenti e documentazioni hanno anche fatto presumere gli storici che il primo nucleo storico della futura Gemona sia stato proprio questo.

Le tracce di pavimentazioni stradali e di muri ritrovati in zona durante la costruzione della primo tracciato della ferrovia Pontebbana (1875) e in seguito durante i lavori per la variante sulla Strada Statale 13 (1960), lasciano supporre l’esistenza di opere di fortificazione a protezione dell'importante snodo dell’asse viario.
Ben presto questo primo insediamento di servizio si strutturò in Vicus.
A testimonianza di tutto ciò vi sono svariati ritrovamenti di reperti databili tra il I e III sec. d.C. e consistenti in statue a bassorilievo, urne cinerarie, monete, iscrizioni funerarie e votive, alcune delle quali furono collocate a Gemona, altre, portate da Girolamo Savorgnan nella fortezza di Osoppo, andarono quasi tutte disperse durante le invasioni austriache e francesi del 1796 e 1797.
Sui dintorni del monte Cumieli, nel 1808, venne rinvenuta da soldati napoleonici una statua di Ercole che diede il nome al luogo del ritrovamento (Monte Ercole).

### Invasioni barbariche e medioevo
Dalla scarsità di notizie storiche o altre testimonianze posteriori al periodo di sviluppo dell’epoca romana, si deduce un susseguirsi di secoli molto difficili per l’insediamento: pare che il vicus di Ospedaletto subisse la devastazione una prima volta durante la calata dei Marcomanni e Quadi (166-167 d.C.) e una seconda volta, totalmente, durante le invasioni del V secolo, lasciando la località in probabile stato di semi abbandono fino dopo la fine delle incursioni ungariche (899-952).
Il successivo periodo di ricostruzione e sviluppo dei borghi del Friuli dovuto all’opera della chiesa aquileiese, andò ad immediato beneficio di Gemona e della vicina Venzone per la loro posizione strategica.

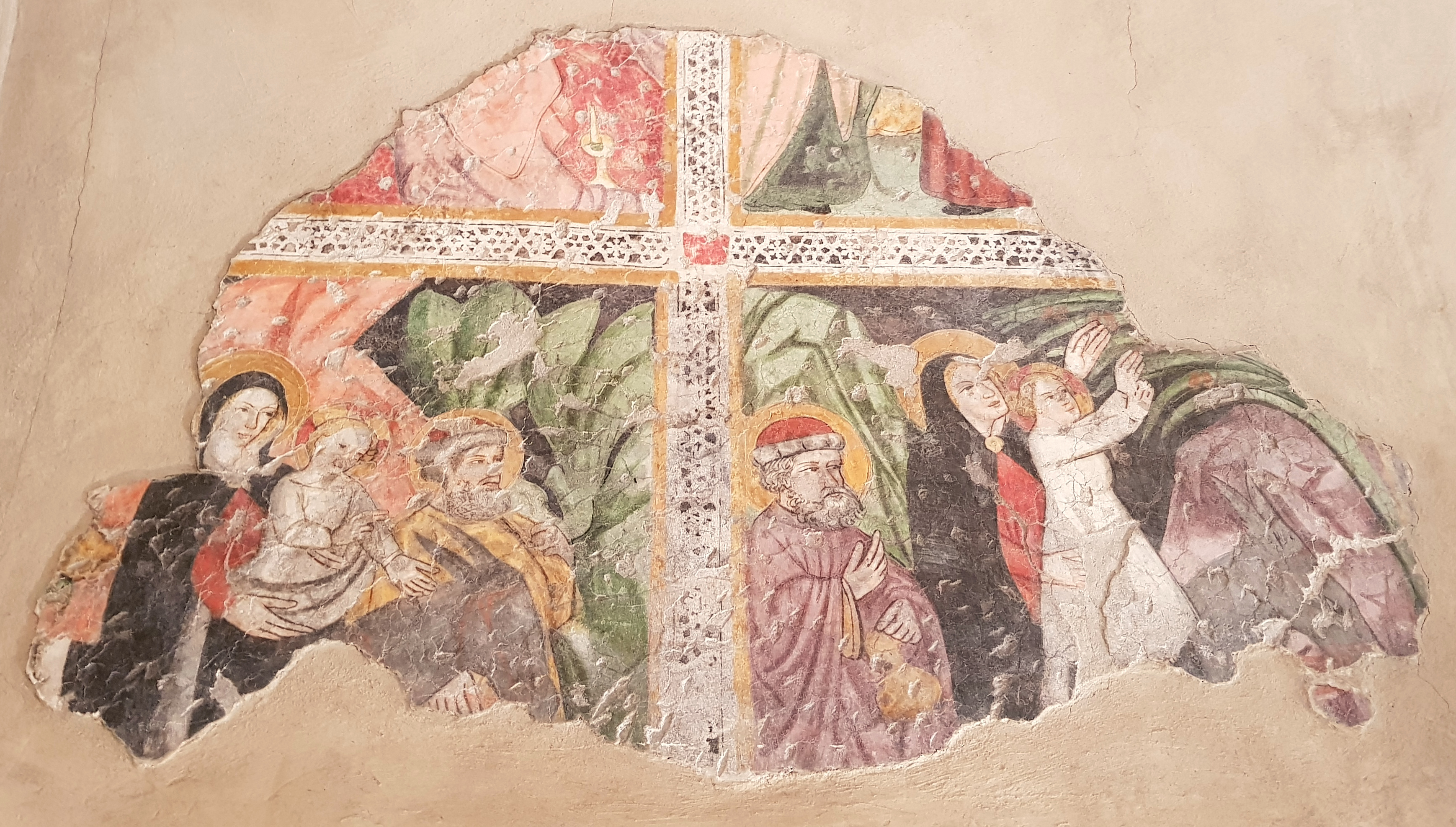
Fuga in Egitto e Miracolo della Palma - Chiesa di Ognissanti di Ospedaletto

Il territorio di Ospedaletto, sotto il Patriarca Goffredo di Hohenstaufen (1182-1194), fu feudo del conte Enrico del Tirolo. Verso il 1180 questi, fece erigere una torre di osservazione (ricordata nelle cronache come Castello Grossumbergo o Grotzumberg) sul Monte Palombaro, a est del paese, a protezione e controllo del territorio di Gemona, di cui aveva ricevuto in beneficio dal Patriarcato di Aquileia la metà delle tasse riscosse. Lo sfruttamento della popolazione dovette risultare eccessivo, soprattutto se sommato all’usurpazione dei boschi circostanti che, dal nome storico (Gran Selva) dovevano essere particolarmente estesi.
Cosicché, già poche decine di anni dopo il castello risultava demolito ed ora le sue tracce sono difficilmente individuabili.
La zona di Ospedaletto, cruciale per la viabilità, era però costantemente sotto la minaccia delle devastanti piene del Tagliamento.
Tra il 1106 ed il 1200 viene quindi creata la Roggia dei Molini detta anticamente "Plovie" con la realizzazione della presa dalle acque del Tagliamento. Le opere diedero origine ad una secca del fiume rendendo disponibili dei terreni utili ad essere edificati.
Solo intorno alla metà del 1300 però, grazie alla creazione di argini sul Tagliamento, la zona viene parzialmente protetta dal pericolo di inondazioni, permettendo inoltre di migliorare la viabilità creando il tracciato della strada che attualmente attraversa il paese.
Questi lavori furono incentivati dal fatto che, alle persone sottoposte ai "pioveghi" (forme di lavoro gratuito a cui era tenuta la popolazione per opere pubbliche da cui il nome "Plovie"), veniva assegnato un appezzamento su cui poter costruire una abitazione.

L'importanza del corso d’acqua artificiale che si venne a creare, oltre alla primaria funzione irrigua, va anche vista in chiave energetica. È proprio lungo il corso di tale opera e grazie ad essa che fiorirono numerose attività produttive come mulini, fucine, segherie, folloni e tintorie.
Il pericolo di esondazione rimarrà comunque ancora presente, essendo l'attività di consolidamento degli argini documentata almeno fino ai primi anni del secolo XV.
La precisa volontà di pianificazione del borgo da parte della autorità di Gemona, si evince anche dal contenuto di una delibera che prescrive che le nuove abitazioni abbiano l'orto sul retro dell'edificio anziché di fronte.
Nei primi anni del XIII, visto l’aumento del traffico lungo una delle principali vie di comunicazione fra la attuale Germania e Venezia (e quindi Roma), venne fondato l’Ospedale di Santa Maria dei Colli, con lo scopo di dare assistenza dei pellegrini e viandanti di passaggio.
Nel 1307 si registra l'incendio dell'intera villa di Ospedaletto, Il borgo si trovò infatti coinvolto nella guerra fra Gemona e Venzone. L'esercito del Patriarca di Aquileia Pagano della Torre si stabilì nei dintorni del paese che subì il saccheggio e la devastazione per rappresaglia da parte dell'avversario Conte di Gorizia e del Tirolo.
Lo stesso conflitto, che si protrasse per decenni, coinvolgerà l'abitato e l'Ospedale anche nel 1360 e nel 1392, portando distruzione ed incendi.

#### La fiera di Ospedal Piccolo
Il patriarca Giovanni Sobieslaw di Moravia nel 1383, concesse la fiera d'Ognissanti in Ospedaletto Piccolo presso un prato nelle vicinanze della Sega dei De’ Brugni, attuale Borgo Molino.
Oltre al fatto che l'abitato era sede dei lavori di creazione della strada e della roggia, la scelta di tale località va ricercata nella volontà di spostare in luogo più comodo il centro della città di Gemona, più volte esternato dai Patriarchi. La fondazione di un nuovo centro, ubicato grossomodo in questi luoghi venne infatti proposta nel 1297 da Raimondo della Torre con il nome di Milano Raimonda, dai nomi della sua città d'origine e suo personale e nel 1351 Patriarca Nicola di Lussemburgo con il nome di Charola in onore del fratellastro, l'imperatore Carlo IV.

L'evento durava dai due giorni precedenti la data di Ognissanti al giorno successivo (30 ottobre – 2 novembre).
Il comune aveva l'onere di fornire strutture provvisorie e supporto logistico necessari al suo svolgimento (casette di legno, ponti sulla roggia, recinzioni, guardiani eccetera)
L'apertura era officiata dal capitano di Gemona, preceduto da trombettieri e vessillo comunale, il quale rimaneva sul luogo della fiera per tutta la sua durata.
Furono emesse delle prescrizioni al fine di evitare che i commercianti ed artigiani disertassero la manifestazione, imponendone la presenza fintanto che vi fossero rimaste le insegne comunali.
Ai trasgressori veniva comminata una multa ed interdetta la professione per un anno.
Dopo sei anni la fiera venne spostata nel luogo dell'attuale borgata di Piovega, da dove, dopo un periodo di tempo non conosciuto, venne portata all'interno della cerchia muraria di Gemona (precisamente in Piazza Nuova, l'attuale Piazza Garibaldi)

#### L'ospedale di Santo Spirito
L'istituto, fondato agli inizi del XIII secolo, con la sua serie ininterrotta di priori dal 1260 al 1778, durante la sua esistenza fu il centro spirituale, politico ed economico attorno al quale gravitò la comunità.
Affiliato all'omonimo istituto romano dell'ordine degli Ospedalieri di Santo Spirito, al suo massimo splendore, vantava possedimenti in molte zone del territorio gemonese, in Carnia, lungo la Val Canale-Canale del Ferro ed importanti rendite in Carinzia.
La prima testimonianza certa della sua esistenza si trova in un atto del 1213. All'epoca viene citato come Hospitale Beate Sante Marie vie stricte de Canale de Carantana. Il luogo su cui sorgeva continuò ad avere un nome indefinito per ancora qualche decennio. L’importanza di questa Istituzione nei secoli a venire sarà fondamentale per il borgo che andava via via strutturandosi al suo cospetto, tanto che questi ne ereditò il nome. Già nel 1285 si ha notizia della Villa Hospitalis.
La sua crescente potenza causò inevitabilmente una certa frizione con il Comune di Gemona, con il quale non mancarono episodi di aperto contrasto per varie ragioni.
Dopo oltre cinque secoli di storia l'ospedale venne abolito dal doge di Venezia nel 1785.
Pur rimanendo nell'orbita amministrativa di Gemona, la secolare istituzione ha infuso nella comunità il senso di appartenenza ed identità peculiari che da sempre la contraddistinguono.

### Notizie dei secoli XV–XVIII
Questo periodo vede dapprima il consolidarsi delle attività dell'ospedale e la conseguente espansione del borgo, Nel corso dei secoli, in seguito alle mutate condizioni economiche generali, il Comune di Gemona e il Priorato di Santo Spirito andranno perdendo sempre più importanza economica e politica.

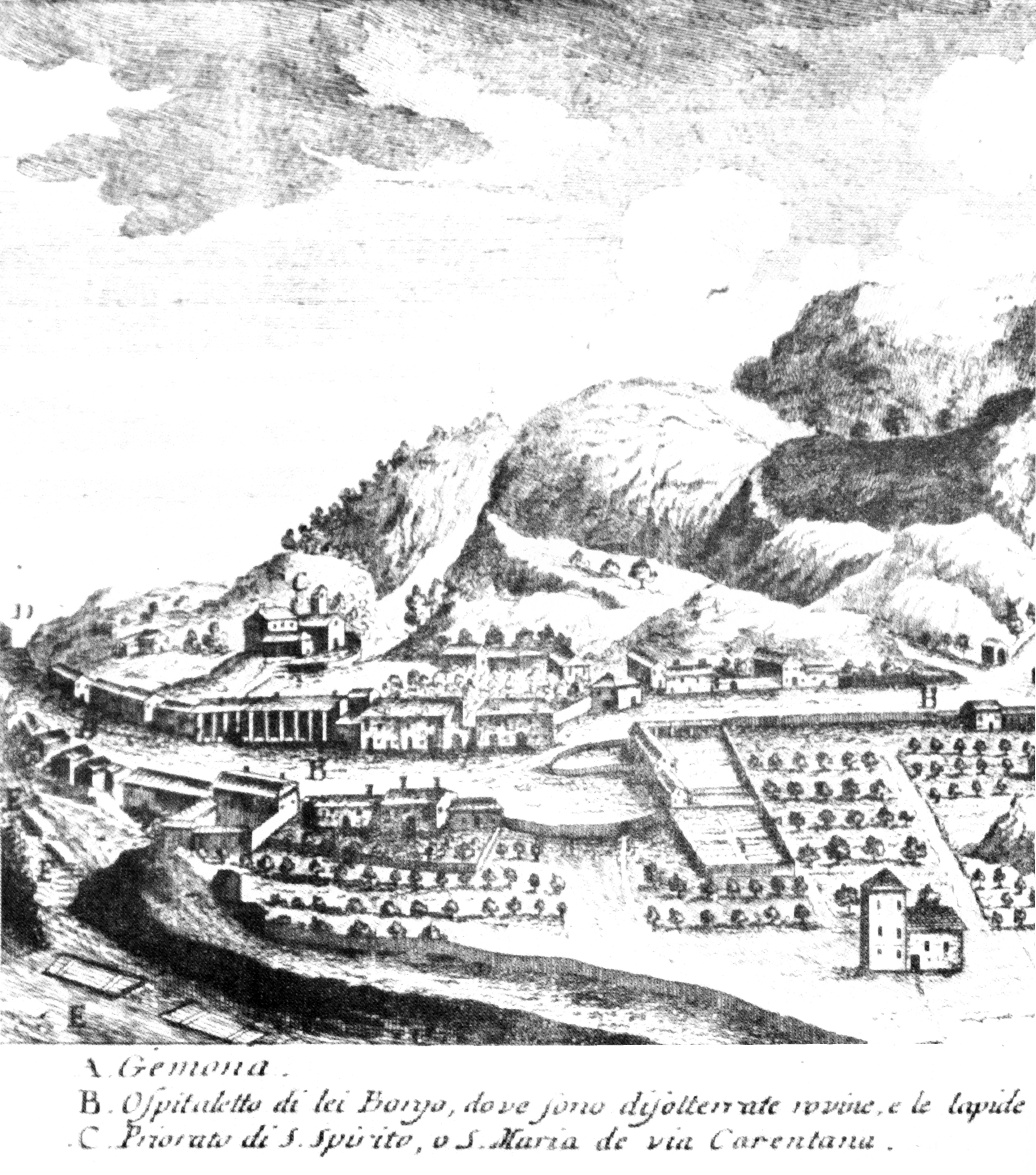
Ospedaletto - Notizie di Gemona - G.G. Liruti 1770

Non di rado il territorio fu flagellato da terremoti (tra i più disastrosi quelli del gennaio 1348 e del marzo 1511).
Per la sua natura, poi, l'ospedale fu un luogo molto esposto alle epidemie.
Dei diversi episodi di peste documentati, quello del 1495 è ricordato come particolarmente tragico. A Gemona provocò la morte di oltre 200 persone, fu detta Peste Slesiana dall'origine delle persone che importarono il contagio. Altro episodio di tale morbo è citato nel 1575.
Passaggi di eserciti avrebbero funestato le sorti del villaggio: Veneti (1508) e Tedeschi (1516).
Le poche notizie giunteci dalle cronache di questi secoli, testimoniano la presenza di due mulini, due fornaci di calce ed una locanda appartenente ai Prampero signori di Gemona. e che fiorì l'industria del trasporto e la lavorazione del legno.
Dopo il sisma del 1511 il borgo venne ricostruito con l’edificazione di alcune belle dimore da parte delle famiglie nobili o possidenti del paese (Minisini, Stroili-Taglialegna, Cappellari...)
Nel 1594 si registra la visita pastorale del Patriarca Francesco Barbaro che ordinò lavori di restauro nelle chiese del Priorato e in quella di Ognissanti.

### Storia contemporanea

#### Guerre napoleoniche
La località Rivoli Bianchi poco a nord di Ospedaletto fu teatro di un importante evento bellico durante la quinta coalizione.
Il 10 aprile 1809 i reparti austriaci comandati dal colonnello Anton von Volkmann (tre battaglioni, due squadroni di Ussari e mezza batteria), nella loro discesa lungo il Canale del Ferro, occuparono Venzone e si scontrarono con le truppe napoleoniche delle divisioni comandate dal generale Jean-Baptiste Broussier e, di rincalzo, dal generale Jean Mathieu Seras. I Francesi nonostante l’appoggio delle batterie di cannoni appostate sul monte Cumieli, furono costretti a ripiegare temporaneamente in direzione sud, lasciando il paese gravemente danneggiato dal saccheggio e dall’allagamento provocato per coprire il disimpegno. La battaglia, durata molte ore, causò diverse centinaia di morti fra gli Austriaci e circa cento nelle linee avversarie. I caduti furono sepolti in una fossa comune scavata alle pendici dei colli al margine dell’abitato.
Nella loro controffensiva del maggio 1809, i francesi devastarono nuovamente il borgo.
Relegata alla periferia del Regno Lombardo Veneto e dal 1866 Regno di Italia in una regione da sempre contraddistinta da arretratezza e povertà, nonostante la maggior parte della popolazione fosse dedita all'agricoltura ed allevamento di sussistenza e l'emigrazione più o meno stagionale fosse endemica, nella zona si distinsero alcune attività economiche di qualche rilevanza: lungo il Tagliamento, la fluitazione dei tronchi sin dal medioevo aveva ad Ospedaletto punto di appoggio nel luogo che ancor oggi viene chiamata Porto (in friulano Il Puàrt).
A metà del XIX secolo vi era un rinomato birrificio (Cappellari e comp.) che impiegava alcune decine di operai e produceva una birra "… che riesce eccellente, e viene spedita non solo in tutto il Friuli ma anche a Venezia ed a Milano".
Per un certo periodo fiorì poi l’economia legata alla coltivazione dei bachi e lavorazione della seta: Gli stabilimenti Kechler di Venzone e Ospedaletto negli anni ottanta del XIX secolo occupavano circa 130 setaiole.
L’imprenditore proprietario degli stabilimenti fu anche uno dei promotori di una importante opera di captazione delle acque a scopo irriguo, la cui presa principale dal 1911 si trova poco distante da quella della medioevale Roggia dei Molini.
Lo sbarramento realizzato dal Consorzio Ledra Tagliamento fra gli anni 1881-1885, deviando gran parte delle acque del Tagliamento, alimenta ancora oggi le canalizzazioni dell’intero medio Friuli, realizzando finalmente un progetto proposto tre secoli prima da Giulio Savorgnan che nel 1592 ne chiese l’autorizzazione tramite una supplica al Doge di Venezia.
Nel 1883 in paese venne fondata la latteria turnaria con 22 soci.
Nel 1908 venne istituito un consorzio agrario detto "Unione Agricola".
L'elettrificazione della località ebbe inizio nel 1912.

#### Prima guerra mondiale
La posizione del paese, passaggio obbligato per la stretta di Venzone, da sempre offre comodo accesso a punti strategici per l'avvistamento e la difesa militare del territorio.
(In una piccola altura vicina al centro del paese detta Colle Brollo, si trovano ancora visibili resti di fortificazioni del periodo napoleonico.)
Questa conformazione venne sfruttata anche nell’approntamento della fortezza dell’alto Tagliamento, sistema di opere militari erette nei primi anni del XX secolo a difesa del Regno di Italia dalle invasioni provenienti da nord.

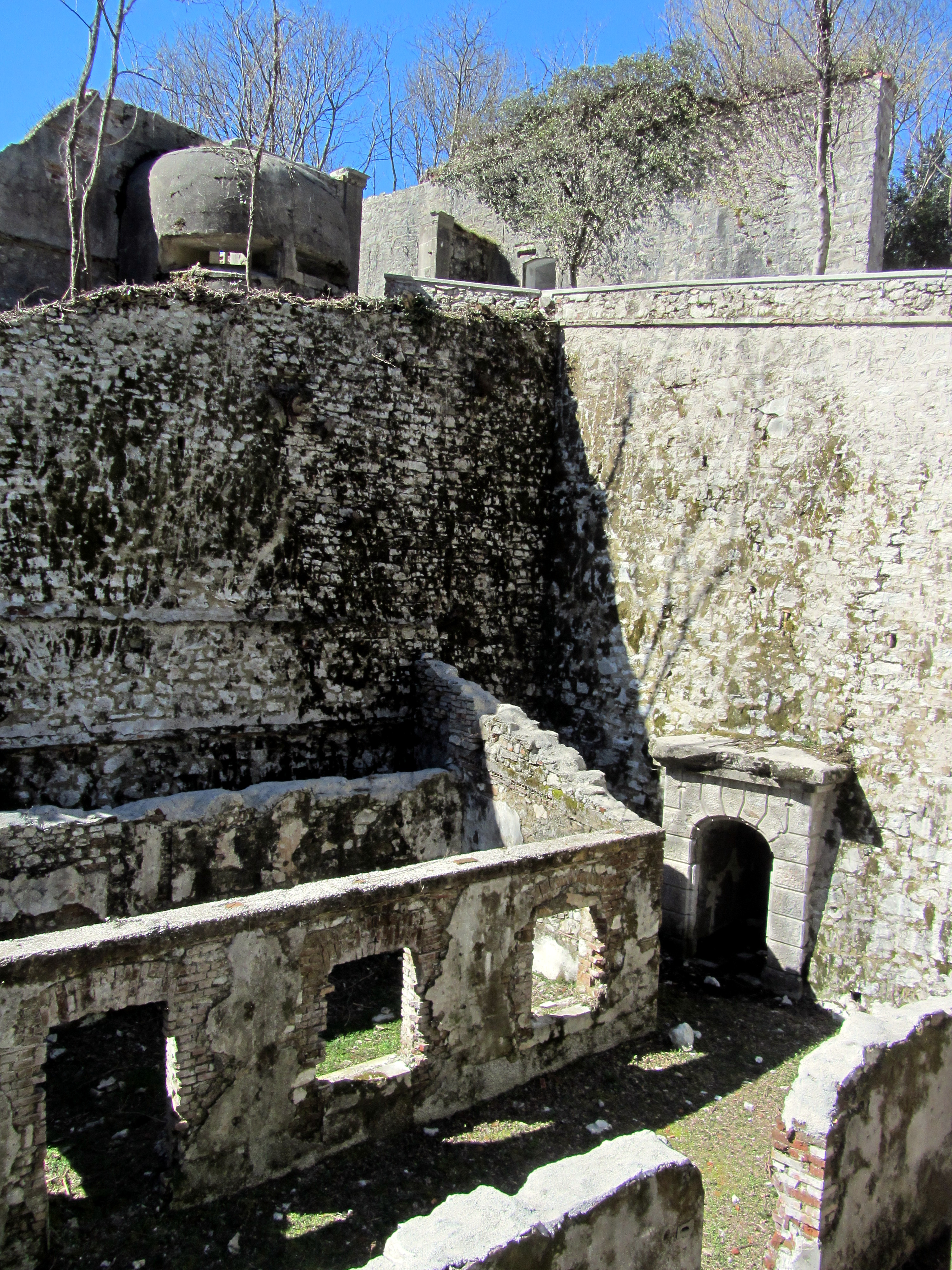
Forte di Monte Ercole - Caponiera e locali di preparazione munizioni

Negli anni 1903-1912 sulla collina sovrastante Ospedaletto detta Monte Ercole, venne edificata una di queste opere, dotata di 4 bocche da fuoco tipo Armstrong calibro 149 in cupola corazzata, appostamenti per fucilieri e mitragliatrici, depositi munizioni, caserme e locali di servizio.
Gli eventi bellici coinvolsero direttamente il paese dopo la rotta di Caporetto. Il forte, già disarmato nel 1915, venne fatto esplodere dagli italiani in ritirata il giorno 29 ottobre 1917 senza essere mai stato utilizzato in azioni di guerra. Lo scoppio lesionò anche alcune abitazioni della frazione.

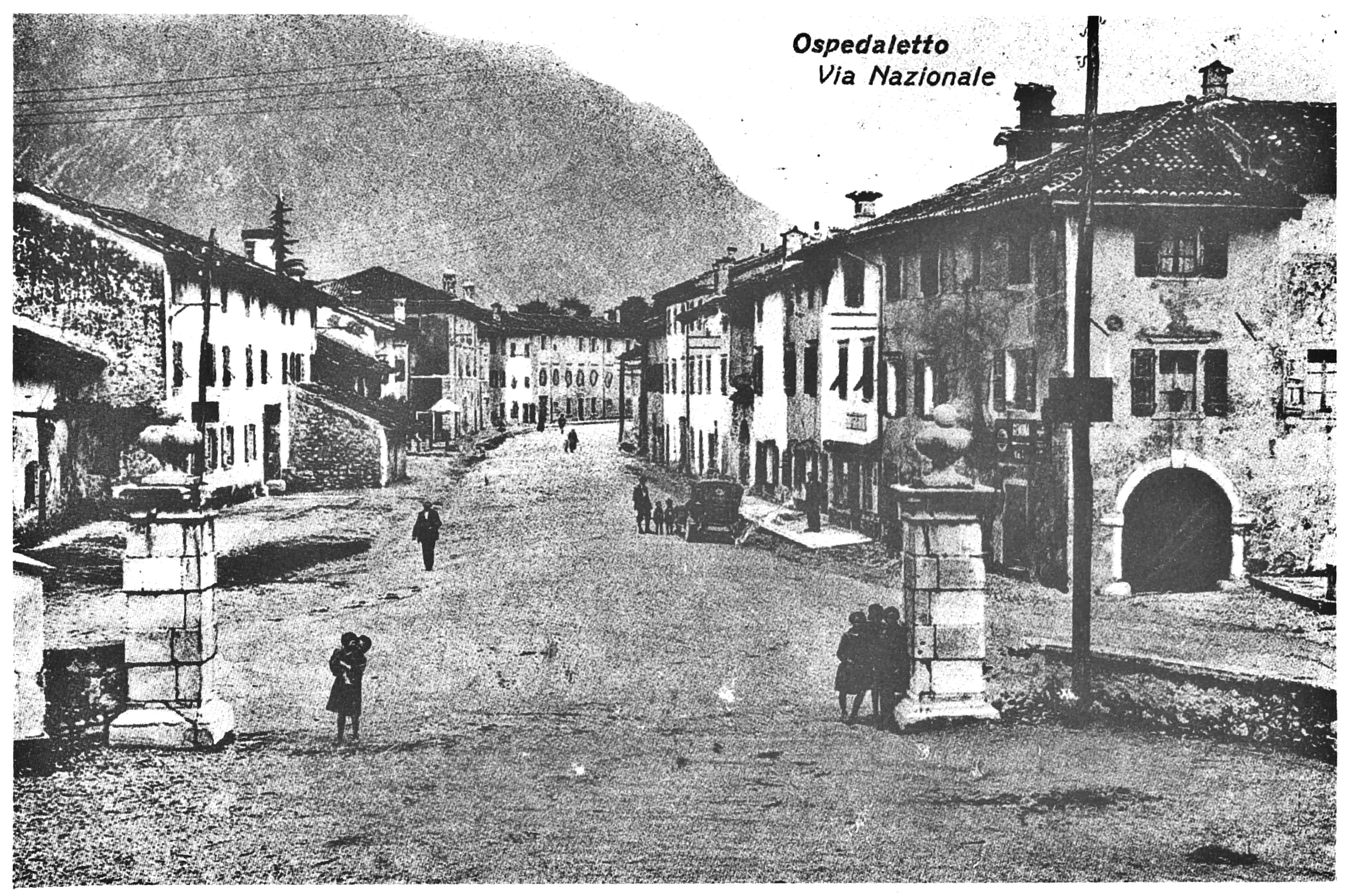
Ospedaletto di Gemona del Friuli 1928

Seguì l’esodo parziale della popolazione e l’occupazione Austro-Tedesca.
Questa, condotta localmente da reparti ungheresi, terminò con la ritirata delle stesse, avvenuta il 6 novembre 1918, non prima di aver requisito le campane e fatto nuovamente deflagrare le opere militari (18 ottobre 1918).
Come nella maggior parte del continente, al termine delle ostilità la maggior parte della popolazione conobbe un periodo di estrema difficoltà economica.
Nel 1917, dopo anni di contrasti con la Cappellania di Gemona, Ospedaletto era ridiventata parrocchia indipendente.

#### Seconda guerra mondiale e dopoguerra
Ospedaletto ebbe la sua esperienza diretta nel conflitto con l'ingresso dei primi mezzi corazzati dell’armata di invasione tedesca, avvenuto il 29 agosto 1943.
Da subito iniziarono gli atti di sabotaggio delle formazioni partigiane (in loco era attivo il Battaglione Prealpi della Brigata Osoppo), contro i cantieri di rafforzamento delle opere di difesa impiantati dal comando germanico e le conseguenti rappresaglie nazifasciste verso la popolazione.
Il 26 agosto 1944 in due ondate di incursioni aeree alleate, vennero prese di mira le vie di comunicazione a nord del paese. Il primo attacco danneggiò gravemente il viadotto della ferrovia, Il secondo prese erroneamente come riferimento la nube di polvere del primo bombardamento, che nel frattempo era stata mossa dal vento, sganciando gli ordigni nei pressi del lago Minisini, a pochissima distanza dalle abitazioni. Solo per caso non vi furono danni a persone o cose.
A protezione della popolazione vennero approntati rifugi antiaerei sotterranei, uno di questi fu la cantina scavata nella roccia dell’ex birrificio Cappellari, un altro aveva l’accesso presso il sagrato della chiesa di Santo Spirito.
La zona era interessata da importanti lavori commissionati all’Organizzazione Todt per la costruzione di un imponente sbarramento anticarro e molte persone del luogo furono impiegate in tali operazioni.
Con il conflitto ufficialmente terminato e Gemona già in mano agli alleati, a Ospedaletto resistette ancora un contingente tedesco a difesa dei cantieri (vennero impiegate anche le milizie Cosacche di stanza nella zona) e a copertura della ritirata delle proprie truppe. Nonostante le continue azioni di sabotaggio da parte dei partigiani ed i bombardamenti alleati (specialmente sulle zone dei Rivoli Bianchi), le ultime formazioni dell’esercito invasore lasciarono il paese combattendo solamente il giorno 4 maggio 1945.
Anche il secondo dopoguerra fu contrassegnato da condizioni economiche molto gravose. La disoccupazione fu la causa di una forte spinta migratoria che si protrasse fino alla fine degli anni ‘60 del XX secolo e che interessò indistintamente tutte le località della zona. Lentamente comunque si andava ricostruendo il tessuto economico e sociale del paese.
L'acquedotto fu installato nei primi anni del 1950 andando a rimpiazzare le fontane pubbliche situate in vari punti della borgata.
Dal 1950 al 1962 fu perfino attiva una piccola stazione ferroviaria, presso il casello che era presente lungo il precedente tracciato della ferrovia Pontebbana.

### Terremoto del 1976

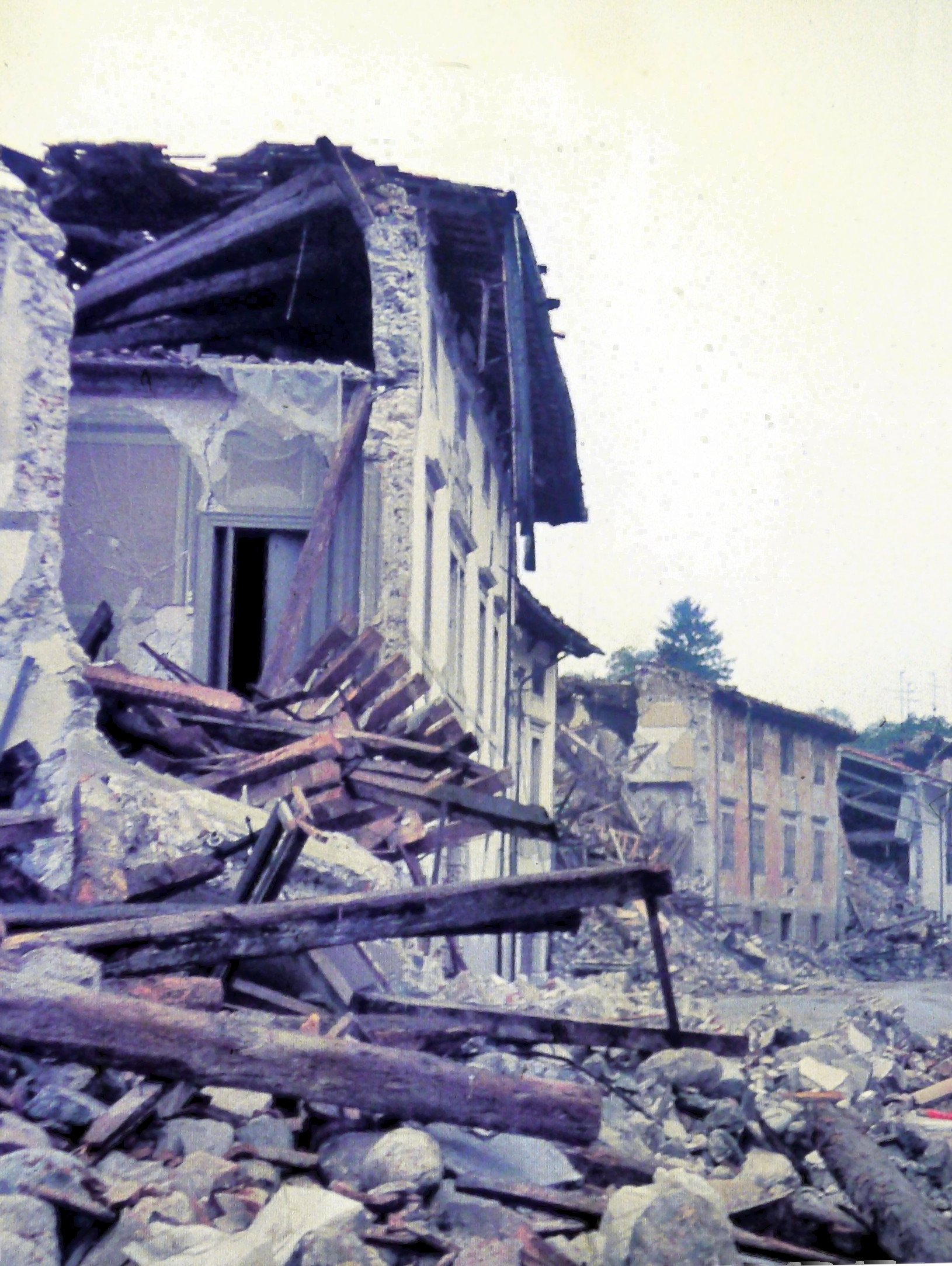
Ospedaletto, Via Nazionale – 1976

Alle ore 21:00:12 del 6 maggio 1976 una violentissima scossa di terremoto, durata 55 secondi devastò il Friuli centrale causando centinaia di morti e decine di migliaia di senzatetto. L’epicentro è stato localizzato a pochi chilometri dal paese che, nonostante gli enormi danni materiali, ebbe a contare un numero sorprendentemente basso di vittime.
La distruzione venne amplificata dai successivi eventi tellurici del settembre 1976.
La ricostruzione con criteri antisismici di tutte le strutture si è protratta fino alla fine degli anni ottanta.

## Monumenti e luoghi d'interesse
- Priorato di Santo Spirito
- Chiesa di Ognissanti
- Forte di Monte Ercole
- Lago di Ospedaletto (Lago Minisini)

## Società

### Lingue e dialetti
A Ospedaletto, accanto alla lingua italiana, la popolazione utilizza il Gemonese, una delle molteplici varianti della lingua friulana del medio Tagliamento. Nel territorio comunale vige la Legge regionale 18 dicembre 2007, n. 29 Norme per la tutela, valorizzazione e promozione della lingua friulana

## Cultura

### Istruzione
Accanto alle scuole comunali, presenti almeno dal 1867, il 13 novembre del 1913 nacque l’asilo infantile “Regina Margherita” su iniziativa dell’allora cappellano don Giuseppe Comelli. Dal 1915 fu ospitato nell’edificio eretto dai volontari del paese su un terreno donato dal cav. Antonio Stroili-Taglialegna. L’istruzione fu affidata alle suore Francescane del Sacro Cuore di Gemona del Friuli.
Oltre all’accoglienza ed educazione dell’infanzia, la formazione riguardò anche altre fasce di età con l’organizzazione di corsi di cucito destinati alle ragazze.
In entrambi i conflitti fu requisito dagli eserciti invasori e destinato ad uso dei militari.
La scuola venne intitolata al compaesano Monsignor Tarcisio Martina nel novembre del 1975, pochi mesi prima della completa distruzione dell’edificio causata dal terremoto del 1976.
L’asilo comunque continuò la sua funzione dapprima in alloggi provvisori ed attualmente nella ricostruita sede.

### Altro
- Dalla metà degli anni ‘70 nel paese è attivo un coro maschile il cui nome attuale è Coro Glemonensis. La formazione ha all’attivo innumerevoli tournée che hanno toccato molte località dell’Italia, Europa e Sud America.
- Il Mulino Cocconi è un antico manufatto atto alla molitura delle granaglie. Si trova in Località Borgo Molino (a cui dà il nome) nei pressi di Ospedaletto di Gemona. L’edificio, vincolato dalla Soprintendenza per i Beni Ambientali e Architettonici, Archeologici, Artistici e Storici del Friuli Venezia Giulia, è l'unico mulino ad acqua di Gemona recuperato alle sue forme originali dopo il sisma del 1976. Si hanno notizie dell'esistenza di tale attività fino dal 1431. L'opificio era una delle numerose piccole industrie che sfruttavano l’energia prodotta dalle acque della Roggia detta dei Molini o Plovia. Vi è ospitato il Museo dell'arte molitoria ed è sede operativa dell'Ecomuseo delle Acque.

### Esplicative
1. ↑  In anni più recenti si è imposta la denominazione ”Ospedalèt”
2. ↑  Lo storico Liruti avrebbe nel 1771 supposto che “...il sito dunque, ed il Territorio di Gemona, se si rifletta alla descrizione che ne fa Livio, ed alle circostanze da lui recateci, fu l'occupato da quei Galli; e la Città da loro cominciata a fabbricarsi per tre anni, fu la stessa Gemona, non lontano dal sito dove in oggi si vede, anzi nel sito, dove al presente vi è un popolato Borgo, chiamato Ospitaletto.”
3. ↑  Delibera del Consiglio Comunale di Gemona del 28 settembre 1396
4. ↑  La costruzione della nuova città ebbe anche inizio, con una cerimonia alla presenza del patriarca e l’edificazione di una rocca. Le resistenze della città di Gemona fecero poi naufragare il progetto. La fortificazione venne poi fatta demolire dal patriarca Bertrando di San Genesio, poiché divenuta spelunca latrorum, ovvero covo di briganti che mettevano in pericolo i commerci lungo la strada.  Barozzi 1858 p.26.
5. ↑  Lompret Todesco habitante l'Hospedaletto in la hosteria de li signori Pramperi -1562-

### Bibliografiche
1. ↑  In mancanza di dati precisi ufficiali si fa riferimento al censimento parrocchiale della CEI
2. ↑   Classificazione sismica (XLS), su rischi.protezionecivile.gov.it.
3. ↑   Alessandro Luzio, Profili Biografici e Bozzetti Storici con documenti inediti e illustrazioni, Milano, L. P. Cogliati, 1906.
4. 1 2 3   Marchetti 1958 p.80.
5. ↑   Federico Sgobino – Giuliano Mainardis – Enrico Chiussi 1983 p. 49.
6. ↑   2012 pp. 50-56 Franco di Bernardo, Camminando… verso Sant’Agnese e Ospedaletto.
7. ↑   Federico Sgobino – Giuliano Mainardis – Enrico Chiussi 1983 pp. 281-284.
8. 1 2   Clonfero 1976 p. 3.
9. ↑   Liruti 1770 p. 22.
10. ↑   Clonfero 1994 p. 11.
11. ↑   1992 p. 56, Parco naturale delle Prealpi Giulie.
12. ↑   2011 p.15 Ercole Emidio Casolo.
13. ↑   2012 p. 31 A.A.V.V., Camminando… verso Sant’Agnese e Ospedaletto.
14. ↑   Baldissera 1887 p. 345.
15. ↑   Londero 1985 p. 14.
16. 1 2   Clonfero 1994 p. 16.
17. ↑   Liruti 1771 p. 22.
18. ↑   Rizzi 1960.
19. ↑   Sella 1962 p.11.
20. ↑   Liruti 1771 p. 19.
21. ↑   Clonfero 1994 p. 18.
22. ↑   Marchetti 1958 p. 81.
23. ↑   2012 pp. 33-36 Marini, Camminando… verso Sant’Agnese e Ospedaletto.
24. ↑   M. M. Marin 2001 p. 124.
25. ↑   Davide 2013 p. 87.
26. ↑   Baldissera 1887 p. 348.
27. 1 2   Marchetti 1958 pp.80 - 81.
28. ↑   Davide 2013.
29. ↑   Baldissera 1887 p. 349.
30. ↑   Londero 1985 p. 22.
31. ↑   Davide 2013 pp. 97-100.
32. ↑   Clonfero 1974 p. 205.
33. ↑   Londero 1985 p. 21.
34. ↑   Tito Cancian 1983 p. 112.
35. 1 2 3   Londero 1985 p. 20.
36. ↑   Dumas 1838 pp. 327-365.
37. ↑   Simeoni 2014 p.7.
38. ↑   Marchetti 1958 p.40.
39. ↑   Barozzi 1858 p. 85.
40. ↑   Tito Cancian 1983 p. 108.
41. ↑   Tito Cancian 1983 p. 110.
42. 1 2   1992 p. 56, Parco naturale delle Prealpi Giulie.
43. ↑   2012 pp. 37-49 Marini, Camminando… verso Sant’Agnese e Ospedaletto.
44. ↑   Londero 1985 p. 35.
45. ↑   Marchetti 1958 p.41.
46. ↑   Simeoni 2014.